# Watseka, Illinois
Watseka là một thành phố thuộc quận Iroquois, tiểu bang Illinois, Hoa Kỳ. Năm 2010, dân số của thành phố này là 5255 người.

## Dân số
Dân số qua các năm:
- Năm 2000: 5670 người.
- Năm 2010: 5255 người.